# 신아제르바이잔당

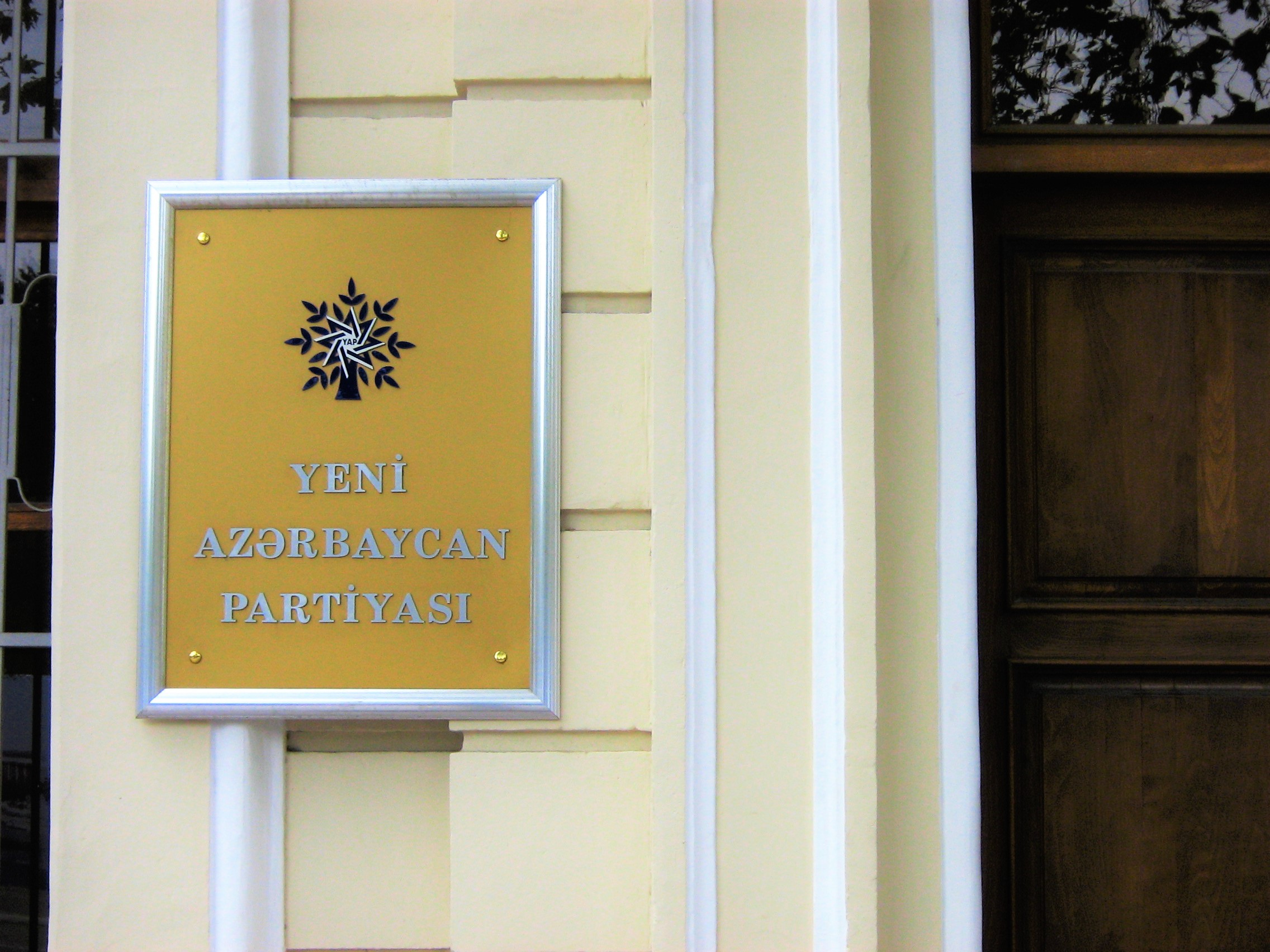
바쿠에 있는 신 아제르바이잔당의 사무실

신아제르바이잔당 (Yeni Azərbaycan Partiyası, YAP)은 아제르바이잔의 정당이다. 신 아제르바이잔당은 아제르바이잔의 전 대통령 헤이다르 알리예프가 1992년 12월 18일에 창당했으며, 2003년에 은퇴하고 죽음에 이르기까지 당을 이끌었다. 현재 헤이다르 알리예프 전 대통령의 아들인 일함 알리예프가 대표를 맡고 있으며, 2003년부터 당 대표이자 대통령으로서 아버지의 역할을 승계하고 있는 상태이다. 또한 현재까지 여당의 지위를 유지하고 있다.
신 아제르바이잔당의 공식 이념은 법치주의, 세속주의, 아제르바이잔 민족주의이다.